# Teorema multinomială
Teorema multinomială este o generalizare a binomului lui Newton (teorema binomială) despre puterea unei sume. Se aplică puterii unei trinom sau unei sume cu cel puțin trei termeni.

## Enunț
Formula multinomială arată în principal cum se transformă un produs într-o sumă. Astfel, suma a m termeni la puterea n ( n > 0) devine :
{\displaystyle (x_{1}+x_{2}+\cdots +x_{m})^{n}=\sum _{k_{1}+k_{2}+\cdots +k_{m}=n}{n \choose k_{1},k_{2},\ldots ,k_{m}}\prod _{1\leq t\leq m}x_{t}^{k_{t}}\,,}
unde
{\displaystyle {n \choose k_{1},k_{2},\ldots ,k_{m}}={\frac {n!}{k_{1}!\,k_{2}!\cdots k_{m}!}}}
este un coeficient multinomial.

## Coeficient multinomial
Coeficientul multinomial indică numărul de moduri în care pot fi realizate „partiții ordonate”. Spre exemplu, dacă 9 bile distincte trebuie distribuite în trei cutii A, B și C, de capacități 3, 2 și 4, coeficientul multinomial arată exact numărul de posibilități. 
{\displaystyle {9 \choose 3,2,4}={\frac {9!}{3!.2!.4!}}=1260}
Coeficientul multinomial generalizează în cel mai simplu mod coeficientul binomial. Urmărind exemplul (fără a pierde din generalitate), distribuirea bilelor se face în mai multe etape. Mai întâi se umple prima cutie (cutia A), de capacitate 3 :
{\displaystyle {9 \choose 3,6}={\frac {9!}{3!.6!}}}
Din cele 6 bile rămase trebuie alese 2 bile, pentru a umple o a doua cutie (sau cutia B ; cutia C se umple în mod unic cu bilele rămase):
{\displaystyle {6 \choose 2,4}={\frac {6!}{2!.4!}}}
rezultă așadar :
{\displaystyle {9 \choose 3,2,4}={9 \choose 3,6}.{6 \choose 2,4}={\frac {9!}{3!.6!}}.{\frac {6!}{2!.4!}}={\frac {9!}{3!.2!.4!}}}

## Definiție combinatorică
„Une partition ordonée est une sequence d'ensembles non-vides.” (O partiție ordonată este o secvență de mulțimi nevide)
În teoria speciilor, această definiție se scrie :
Partiție ordonată = Lin ( Ens+ )
Pentru a afla direct din definiție numărul de partiții ordonate ale unei mulțimi cu n elemente, se trece la funcția generatoare exponențială :
partiție_ordonată (x) =  1 / ( 1 - ( exp( x ) - 1 )  = 1 / ( 2 - exp ( x ) )
ceea ce conduce la Șirul A000670 la Enciclopedia electronică a șirurilor de numere întregi (OEIS)
1, 1, 3, 13, 75, 541, 4683,...
Spre exemplu, să presupunem că trei persoane George, Alina și Costel realizează fiecare un punctaj la un joc de cărți. Ei pot realiza un același punctaj, sau punctaje diferite. Vor rezulta mai multe tipuri de scoruri :
- egalitate totală G = A = C, un caz
- doi egali pe primul loc, trei cazuri G = A > C, G = C > A, A = C > G
- doi egali pe al doilea loc, tot trei cazuri, ca mai sus,
- trei punctaje diferite, adică 3! = 6 posibilități, G > A > C, ...., C > A > G

În total vor fi 13 tipuri de scoruri posibile :
{\displaystyle {3 \choose 3}+{3 \choose 2,1}+{3 \choose 1,2}+{3 \choose 1,1,1}={\frac {3!}{3!}}+{\frac {3!}{2!.1!}}+{\frac {3!}{1!.2!}}+{\frac {3!}{1!.1!.1!}}=1+3+3+6=13}